# Thaibasilika
Thaibasilika (Ocimum basilicum var. thyrsiflora) (L.) Benth. är en typ av basilika. Örten har små blad, lila stam och en nyans av lakrits eller mynta i smaken.

## Karaktär
Tre typer av basilika används regelbundet i det thailändska köket. Denna artikel behandlar den vanligaste, känd som horapa (โหระพา) på thai och är en variant av Ocimum basilicum. De två andra typerna är kra phao (helig thaibasilika, กะเพรา), en variant av ocimum tenuiflorum, och manglak (thailändsk citronbasilika, แมงลัก), men de smakar tämligen annorlunda.
I Vietnam är thaibasilikan känd som húng quế (ordagrant "kanelbasilika" på grund av dess lila stam).

## Användning i matlagning
Thaibasilika används som smaksättning i thailändska och vietnamesiska rätter. En tallrik rå thaibasilika serveras ofta till phở så den ätande själv kan tillsätta så mycket som önskas. Kryddan används även regelbundet i thailändsk rödcurry (แกงเผ็ด). Den krydda som vanligen används i rätter namngivna "kyckling/fläskkött/skaldjur med basilika" är dock vanligen av kra phao, eller manglak-typ.
Skall tillsättas i slutet av matlagningen.
En överraskande kombination är glass med thaibasilika.

## Bilder

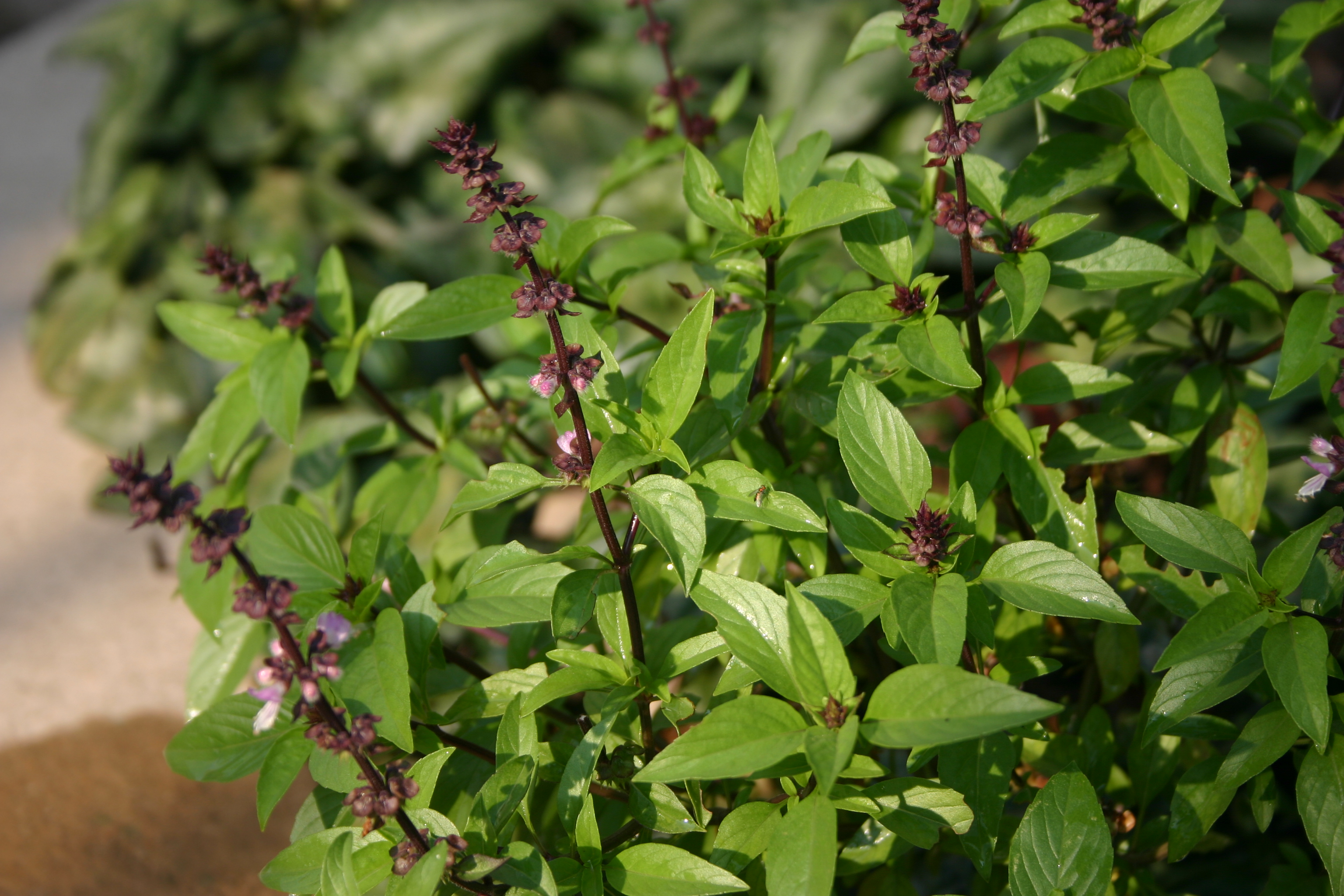
Blommande thaibasilika på försommaren
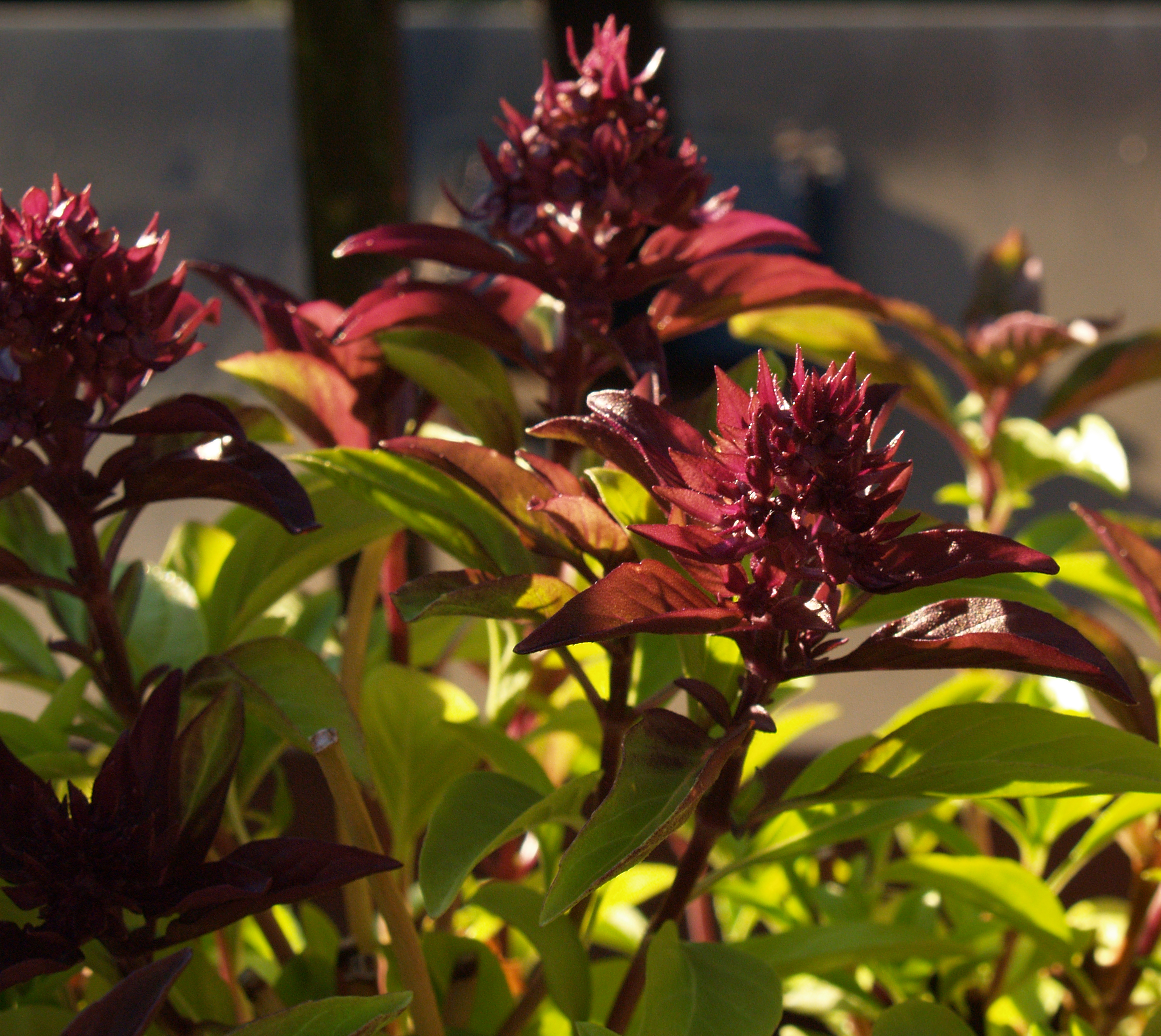
Blommande thaibasilika på sensommaren
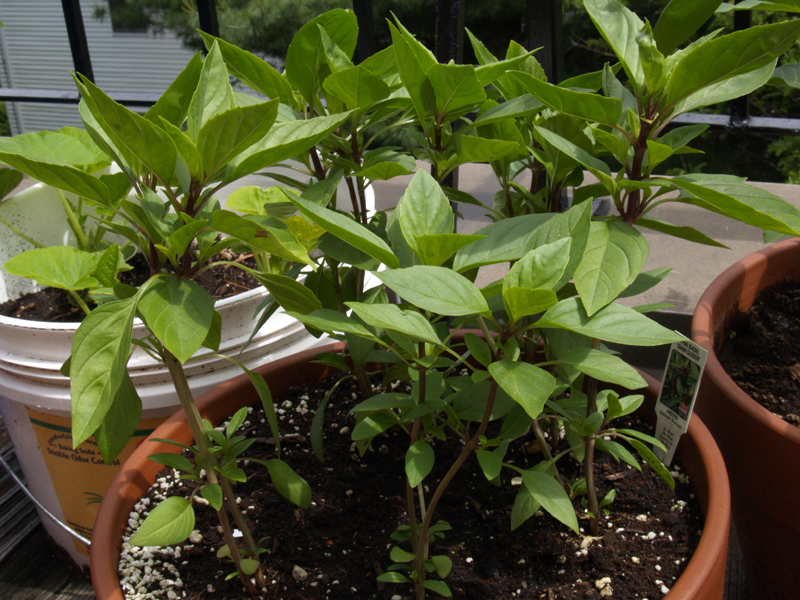
Thaibasilika odlad i kruka